# Jean Garonnaire
Jean Garonnaire né le 13 mars 1945 à Saint-Étienne est un artiste peintre, aquafortiste, également auteur et illustrateur de livres pour enfants, français né le 13 mars 1945 à Saint-Étienne. Il s'est installé à Verneuil-en-Halatte (Oise) en 1972, puis depuis 1988 à Crécy-au-Mont (Aisne) où il partage sa vie avec la sculptrice Claire Laert.

## Biographie
Après des études secondaires au lycée Charles et Adrien Dupuy du Puy-en-Velay, Jean Garonnaire décide à l'âge de quinze ans de rejoindre sa sœur installée à Elbeuf où ensemble ils suivent les cours d'un vieux peintre normand du nom de Briand. Reconnaissant envers ce précepteur peu connu à qui il dira devoir sa connaissance technique de la peinture et son mode de perception du monde sensible, Jean Garonnaire est ensuite, de 1962 à 1964, élève de l'École des arts appliqués de Beaune, puis se partage entre le dessin publicitaire et un emploi au journal Le Progrès de Lyon (édition de Saint-Étienne) qui soutiendra ses premières expositions personnelles, à Saint-Étienne en 1967, à Firminy en 1969 en collaboration avec le poète-peintre-sculpteur Appelou Jean-Marie Maurin. (Le Progrès 1969) .
C'est à partir de 1973 que Jean Garonnaire s'investit dans l'écriture et l'illustration de contes pour enfants en imaginant Le pays disparu, lieu merveilleux dont les habitants lilliputiens, depuis leur maison en haut des arbres, vivent une complicité avec le soleil. Ce premier livre est remarqué de Bernard Clavel qui, écrivant lui-même des contes et nouvelles pour enfants, le sollicite dès 1974 en vue d'une collaboration qui deviendra amicale et commencera avec Le voyage de la boule de neige.
Christophe Meunier, à propos de La tour part en voyage (1974), le deuxième ouvrage écrit et illustré par notre artiste et paru lui aussi aux éditions La Farandole, attribue aux livres de Jean Garonnaire une dimension géographique et sociale qui, par ce souci de sensibilisation de son jeune lectorat à la « monotonie des grands ensembles », à la « grisaille du béton » et à l'« organisation spatiale fonctionnelle », participe de l'intérêt de l'éditeur pour le « phénomène des grands ensembles ». Évoquant pour sa part Connaissez-vous Razibus le chevelu ? (1977), Denyse Bourneuf souligne en quoi Jean Garonnaire suscite une interaction entre l'auteur et le jeune lecteur : « A chaque page, on découvre un détail insolite de cet étrange personnage. A la fin, l'enfant est invité à le dessiner en entier, tel qu'il l'imagine ».

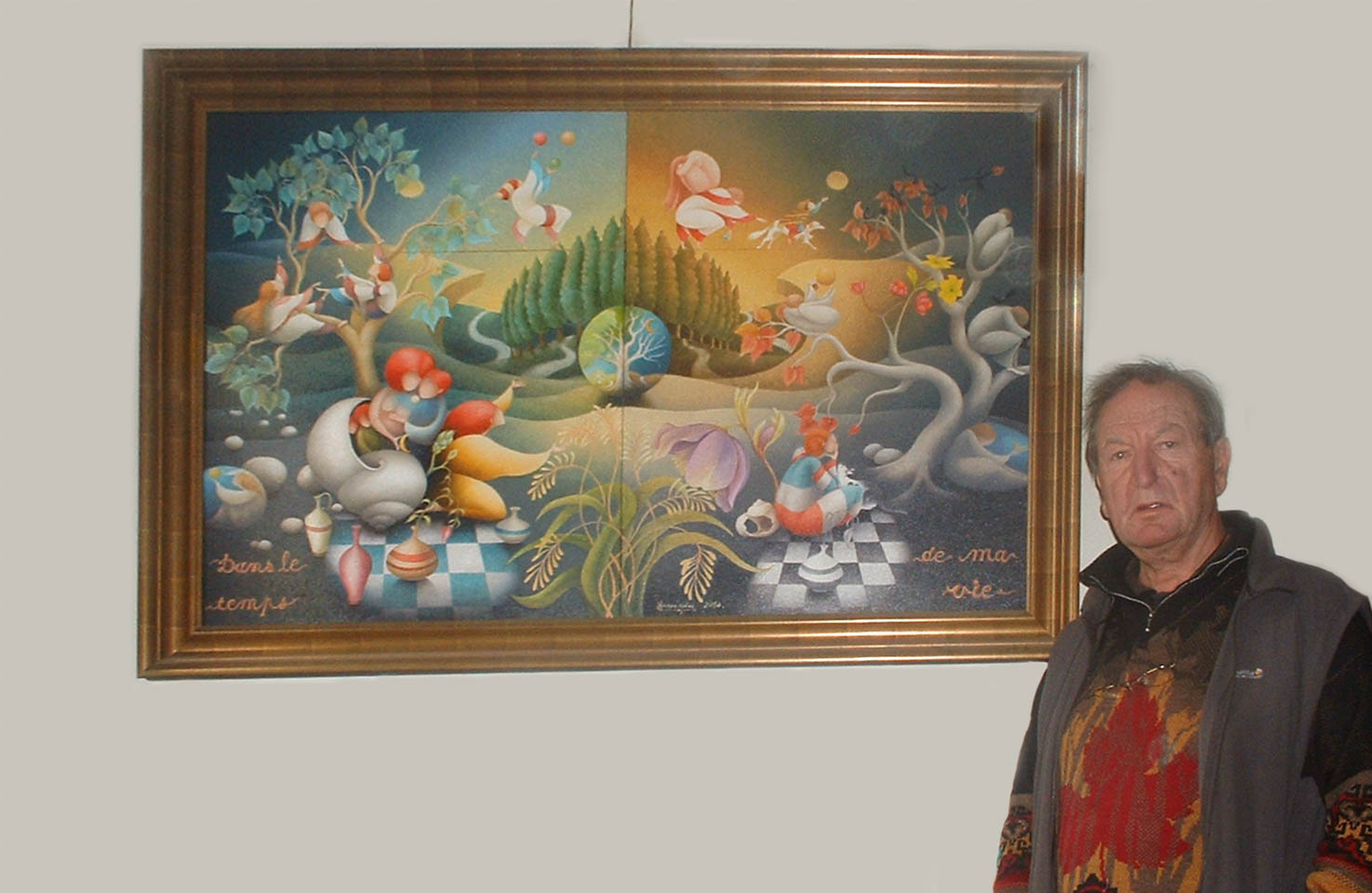
Jean Garonnaire, Dans le temps de ma vie, diptyque sur toile

Dans la peinture de Jean Garonnaire, observe Jean-Pierre Chopin, « la mémoire génétique est volontairement amnésique, le minéral s'oublie dans le végétal, le végétal dans l'animal. Garonnaire a choisi l'ésotérisme muet de la couleur où cette énigme de l'éclosion permanente des êtres et des choses vient se perdre dans de merveilleux glacis mouvants ». Pour Claude Tournay, l'œuvre voisine la conception d'un « long poème » qui, dans « sa structuration sur plusieurs niveaux », prend des « dimensions hors de l'espace et du temps réel » : « il se produit avec Garonnaire le phénomène que Paul Claudel notait à propos d'une toile de Vermeer; nous ne la regardons pas : immédiatement nous sommes dedans, nous l'habitons ».

## Œuvres

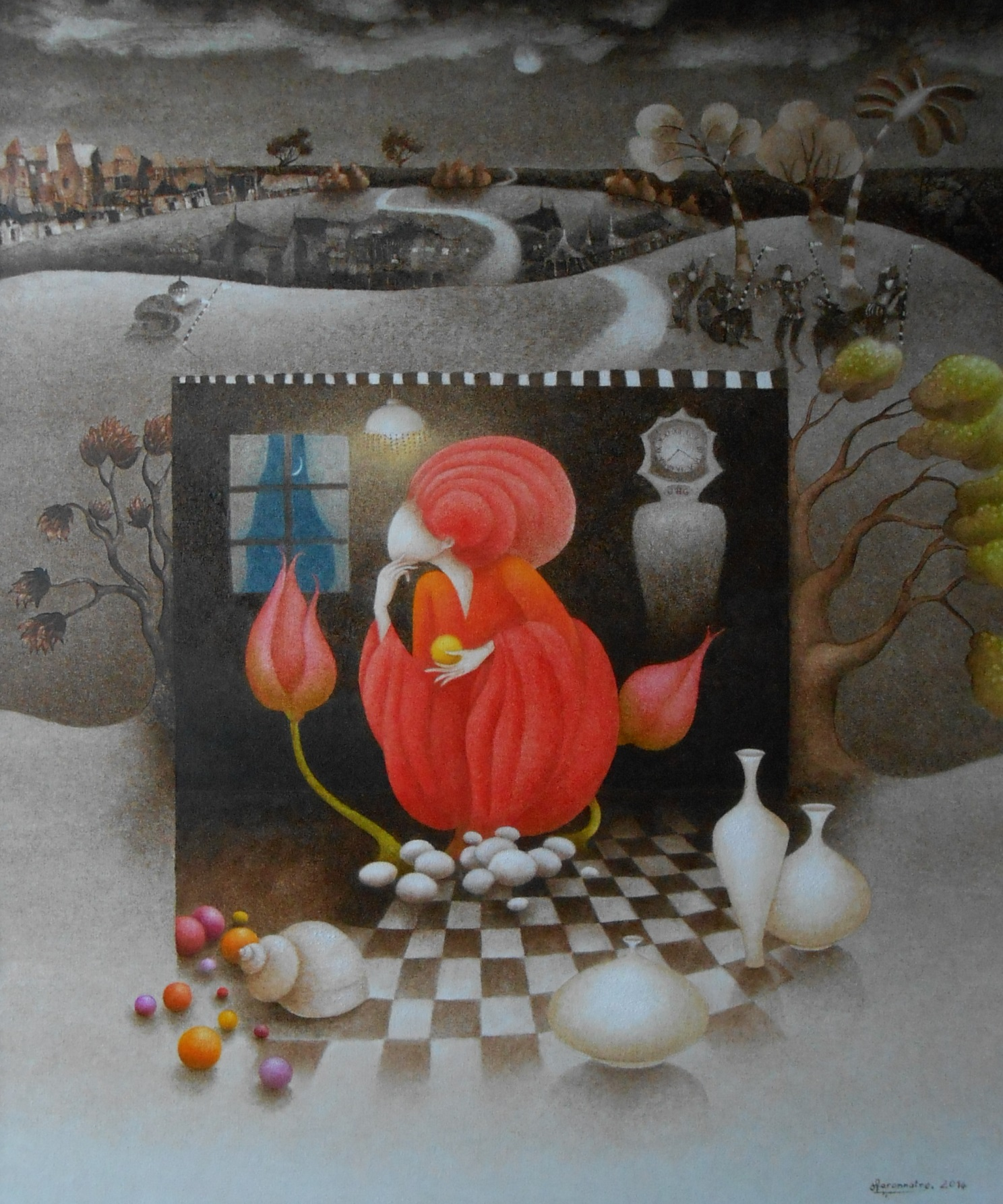
Jean Garonnaire, Quand vient le soir, huile sur toile, 65x54cm

### Peintures
- Souvenir incertain de la cathédrale d'Amiens, huile sur toile, 65x50cm.
- Quand vient le soir, huile sur toile, 65x54cm.

### Livres illustrés pour enfants
- Jean Garonnaire, Le pays disparu, Éditions La Farandole, 1973, réédité en 1978.
- Madeleine Gilard, Ali et son copain, Éditions La Farandole, 1973.
- Jean Garonnaire, La tour part en voyage, Éditions La Farandole, 1974.
- Jacqueline Held, Le navire d'Ika, Éditions La Farandole, 1974.
- Jean Garonnaire, Neigelune, Éditions La Farandole, 1975.
- Colette Vivier, Les Martiens et autres histoires, Éditions La Farandole, 1975.
- Bernard Clavel, Le voyage de la boule de neige, Éditions Robert Laffont, 1975.
- Emmanuel Roblès, Capuche (dauphin bleu), Éditions Robert Laffont, 1975.
- Jean-Pierre Quenez, Expédition rosée - Kam, Éditions Robert Laffont, 1976.
- Jean Garonnaire, Connaissez-vous Razibus le chevelu ?, Éditions La Farandole, 1977.
- Jean Garonnaire, Qui va là ?, collection Présence du futur, Éditions Denoël, 1979.
- Pierre Gamarra, Le voyage de Berlurette, Éditions La Farandole, 1979.
- Pascal Quignard, Le secret du domaine, Éditions de l'Amitié, 1980.
- Bernard Clavel et Josette Pratte, Félicien le fantôme, Éditions de Jean-Pierre Delarge, 1980.
- Jean-Claude Brisville, Le ciel inévitable, Éditions de l'Amitié, 1981.

### Autres illustrations
- Pascal Quignard, Sur l'idée d'une communauté de solidaires, couverture de Jean Garonnaire, Éditions Arlea-poche, 2015.

## Expositions personnelles
- Galerie de la Mutualité, Saint-Étienne, 1967.
- Maison Le Corbusier, Firminy, 1969.
- Galerie Lhotte, La Rochelle, 1969.
- Galerie du petit château, Montataire, 1973.
- Galerie Espace Varenne, Paris, 1975.
- Atelier d'Halatte, 1975, 1985.
- Galerie Marcel Bernheim, Paris, 1976.
- Maison des arts et loisirs, Laon, 1976.
- Art Gallery Dandoy, Knokke-le-Zoute, 1977, 1981.
- Galerie Athena, Compiègne, 1978, 1986, 1988, 1991, 1995, 1998, 2002.
- Galerie David Alexandre, Chantilly, 1979, 1980.
- Galerie La Curia du Louvre, Paris, 1980.
- Galerie Chimène, Saint-Étienne, 1981, 1985.
- Galerie Jeanne d'Arc, Paris, mai-juin 1982.
- Galerie Schèmes, Lille, 1982, 1985, 1987.
- Galerie du vieux moulin, Le Tôt, Clères, 1983.
- Centre culturel français de Casablanca, 1983.
- Théâtre de Beauvais, 1983..
- Galerie Gautier, Épernay, 1984.
- Galerie Lelaizant, Niort, 1984.
- Galerie Nettis, Le Touquet, 1986[5], 1989, 1992, 1997, 2003.
- Château de la Condamine, Corenc, 1986.
- Galerie Corinne Timsit, Paris, 1987.
- Galerie du Vieux-Belfort, Belfort, 1988, 1992, 1996, 2002.
- Galerie Espace Matisse, Creil, 1988.
- Galerie Christiane Cloots, Bruxelles, 1988, 1991.
- Galerie Koury, Brême, 1988.
- Galerie Timsit, San Juan (Porto Rico), 1989.
- Galerie Art Kahn International, Vincennes, 1990, 1994.
- Galerie La Caverne des arts, Chantilly, 1991, 1993, 1995, 1997, 2000, 2004.
- Galerie Fardel, Amiens, 1993.
- Galerie Aktuaryus, Strasbourg, 1994, 1997, 2000, 2004.
- Galerie Guirgis, Enghien-les-Bains, 1994.
- Galerie Fardel-Demanie, Annecy, 1995, 2004.
- Château de Niré-le-Dolent, Loudun, 1996.
- Forum de l'hôtel de ville, Saint-Louis (Haut-Rhin), 1996.
- Alliance française, San Francisco, 1998.
- Galerie Françoise Bolognini, Thionville, 1999.
- Galerie du Vieux-Lyon, Lyon, 2001.

## Expositions collectives
- Expositions non datées : Salon d'automne[7] et Salon des artistes français.
- Salon de la Société nationale des beaux-arts, Grand Palais, Paris, 1977, 1979, 1981, 1983, 1985.
- Exposition France-Japon, Tokyo Central Art Museum, 1977, 1979, 1981, 1983, 1985.
- Huit peintres : Duteurtre, Fauchère, Mazur, Gelis, Van Rycke, Guillemard, Garonnaire, Varla, Galerie Nettis, Le Touquet, octobre-novembre 1984[8].
- Au delà de l'imaginaire, La Pernoderie, Créteil, 1985.
- Galerie Vendôme, Paris, 1986.
- Jean Garonnaire (peintures) et Claire Laert (sculptures), Galerie Athena, Compiègne, septembre 2001[9].
- Le vent des arts (Jean Garonnaire, invité d'honneur), La Tranche-sur Mer, 2002.
- Centième Salon des amis des arts de la Somme (Jean Garonnaire et Claire Laert, invités d'honneur), château de Bertangles, 2009.
- Claire Laert et Jean Garonnaire, salle Saint-Nicolas, Compiègne, septembre 2009.

## Galerie (huiles sur toiles)

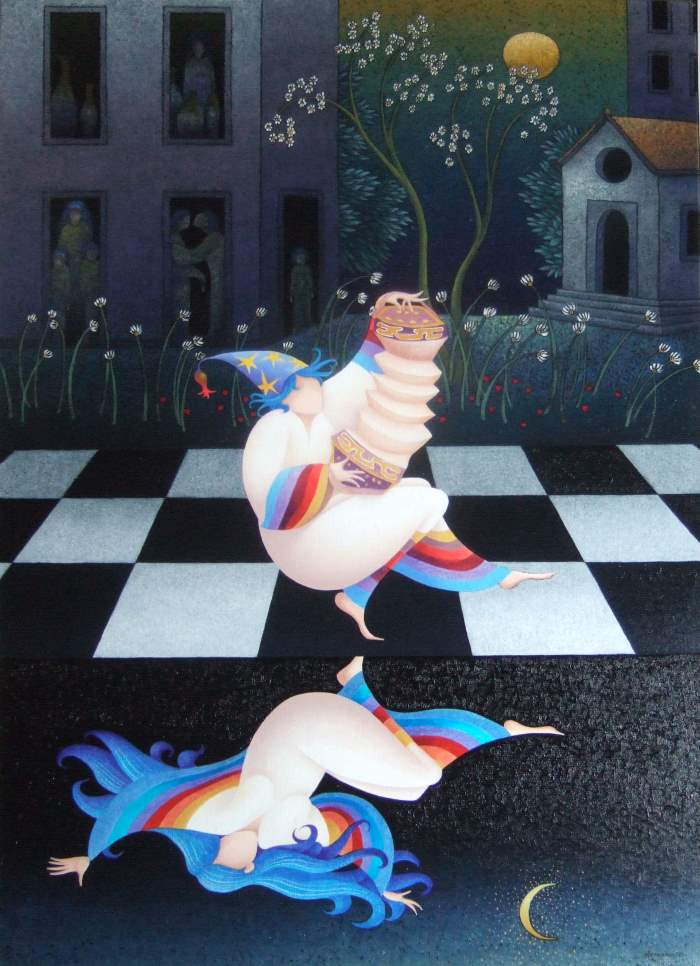
Le reflet du bonheur, 100x73cm, 1999
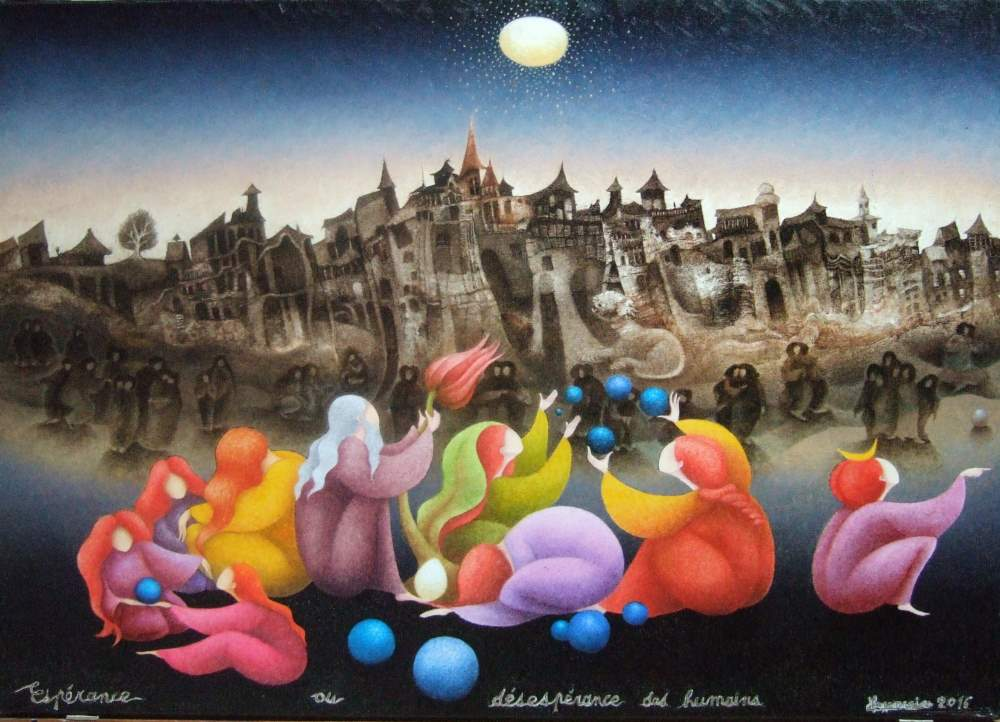
Espérance ou désespérance des humains, 46x65cm, 2016
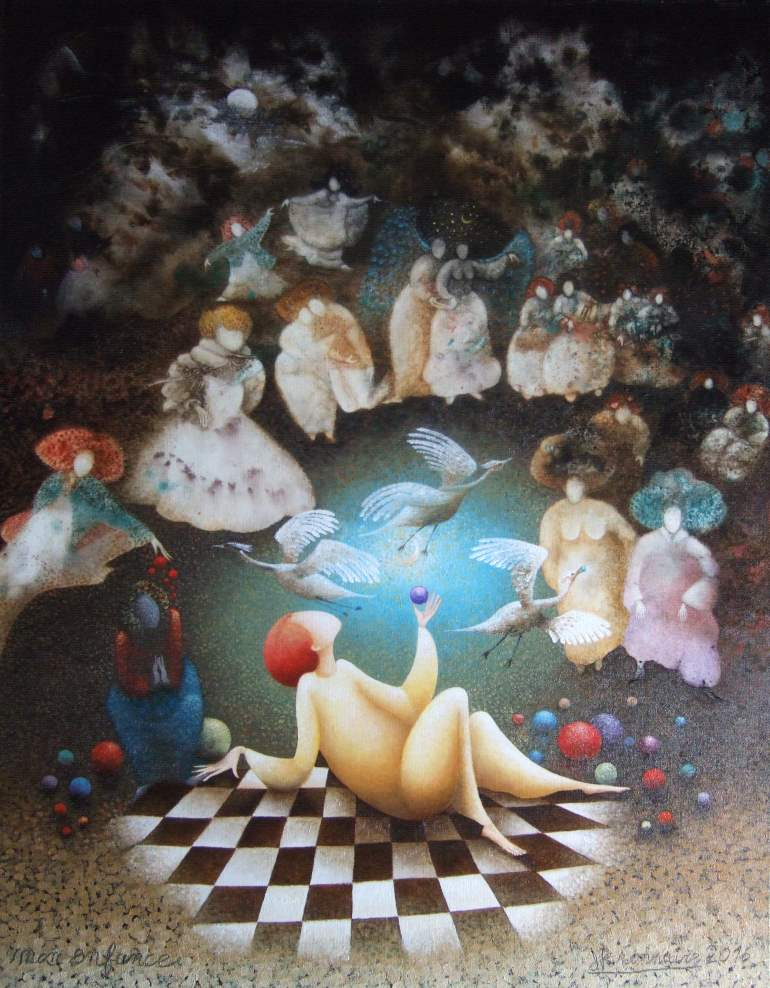
Mon enfance, 65x50cm, 2016
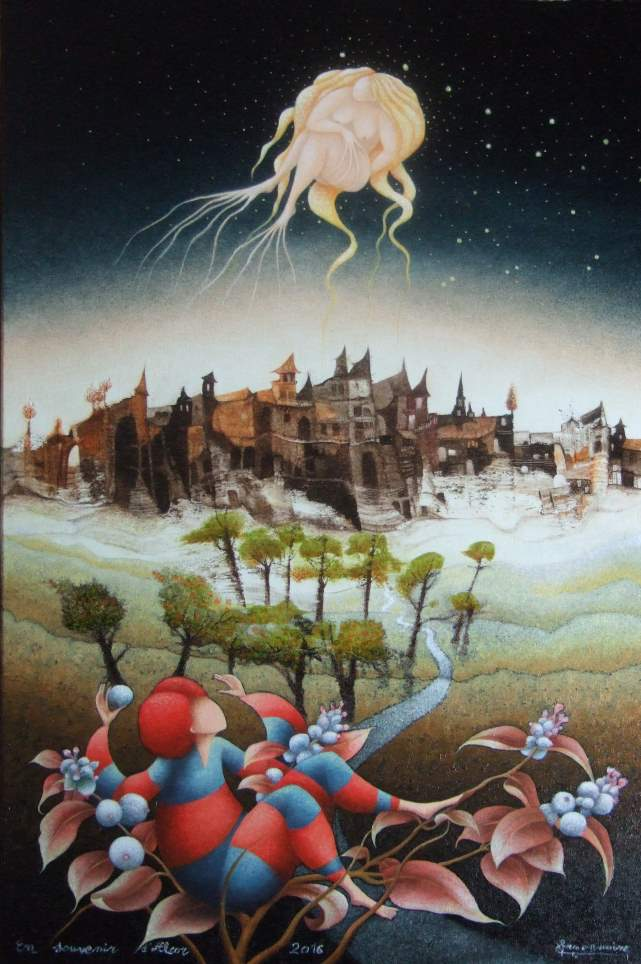
En souvenir d'Alcor, 60x40cm, 2016
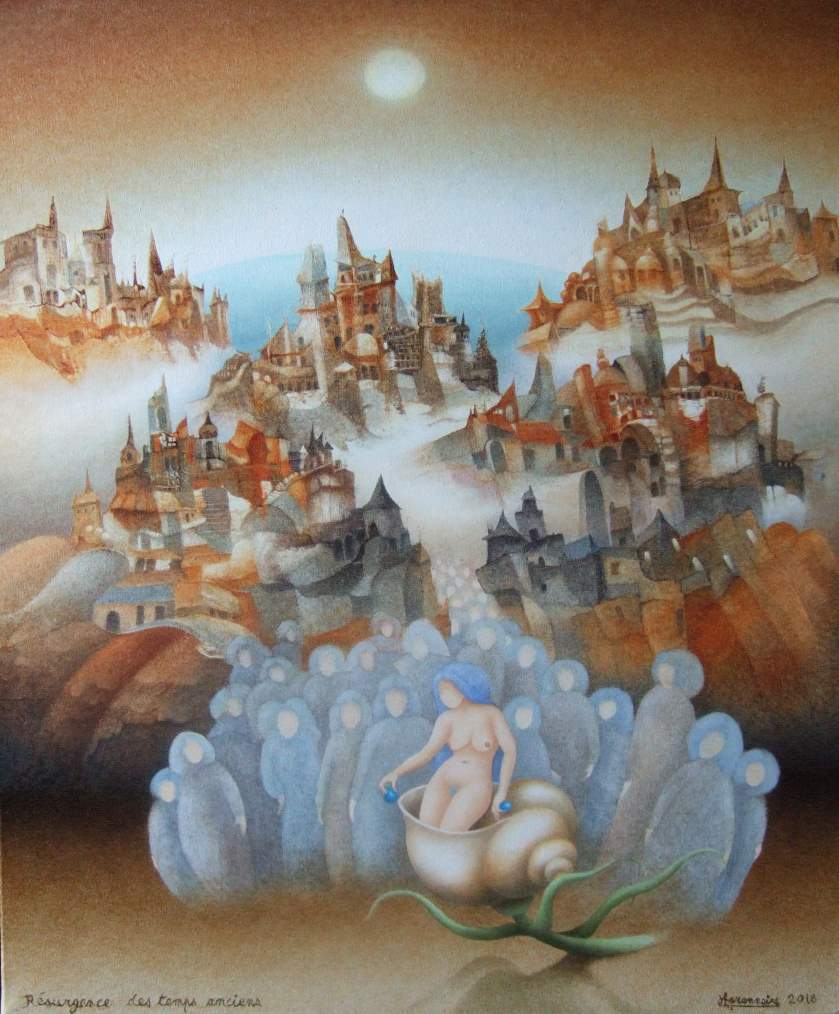
Résurgence des temps anciens, 61x50cm, 2018

## Réception critique
- « Jean Garonnaire est un grand enfant émerveillé, habité de tendresse et de nostalgie. Pierrot lunaire amoureux d'une brume de soleil qu'il pétrit pour en faire la pâte de ses toiles, il avance d'œuvre en œuvre à travers un monde qui est peut-être à la fois un paradis perdu et une grande espérance. Il porte avec lui son silence fait de mille et une musiques subtiles, il est de notre temps et de tous les temps : classique et moderne au sens où l'était Pieter Brueghel dont il a l'âme rayonnante et l'humanité. » - Bernard Clavel[10]
- « Cet art de silence et de discrétion est à la fois lumineux et effacé. Il met en scène des petits personnages tendres et un peu étonnés, qu'il situe dans des paysages d'un dépouillement extraordinaire. On songe à la fois au désert et à la neige, à une sorte d'incandescence qui serait douceur et non point violence. Peinture veloutée, d'une extrême sensibilité et d'une délicatesse qui étonne aujourd'hui et, bien entendu, séduit. Il y a là une sérénité d'atmosphère et une simplification des formes qui défient toute comparaison et ne permettent pas de rattacher Garonnaire à un courant ou à une école quelconque. On pourrait faire référence à un certain esprit illustratif, à quelque chose qui aurait la naïveté touchante des images stylisées pour des livres d'enfants. » - Stéphane Rey[11]
- « Garonnaire s'étonne, sous une palette rêvée, des accidents de la matière. Il met des ralentis dans les remous nuageux en gestation qui accouchent d'un monde embryonnaire comme en un rêve initiatique. Des navires et des villages baroques fondus sous un glacis ardent poussent dans ses ciels d'une géographie surréelle. » - Jean-Pierre Chopin[8]
- « De sa fenêtre il voit la forêt. Derrière chez lui, c'est la plaine immense et vide à perte de vue. La lumière du jour entre à grands flots, inondant les toiles, donnant vie à tout un petit peuple figé. Il y a les amoureux serrés l'un contre l'autre, ceux qui tentent d'attraper la lune, le manipulateur qui fait danser des êtres sans traits dans un caravansérail du bout du monde, etc. Ce peintre-poète attrape ces instants de doute fugitifs à l'aide de sa technique, de ses couleurs, et d'un talent largement reconnu... Jean Garonnaire parcourt le monde féérique, poétique qui habite en lui. La rêverie habite cet homme solide, convivial et secret. La technique est parfaite, maîtrisée à souhait, sans influence marquée malgré sa passion pour Bruegel ou Dali. Comme Jérôme Bosch, Jean Garonnaire a créé son Jardin des délices terrestres. » - Georges Carlier[2]
- « Ses peintures, aux titres qui laissent songeur, Ilot de rêverie, A quoi rêvent les jeunes filles, décrivent un monde poétique mystérieux peuplé de pâles figures énigmatiques qui prennent forme sur des fonds dégradés, aux teintes mornes et tristes. » - Dictionnaire Bénézit[7]

## Prix et distinctions
- Médaille d'or du Conseil général de l'Oise, 1979.
- Prix du comité de la Société nationale des beaux-arts, 1981.
- Premier prix du Salon international de Haute-Loire, 1984.

## Collections publiques
- Conseil général de l'Oise, Compiègne.
- Mairies de Clermont de l'Oise, Creil, Montataire, La Tranche-sur-Mer.
- Lycée professionnel Roberval, Breuil-le-Vert.

## Collections privées
- Nippon Television Network Corporation, Minato-ku (Tokyo).